# 남아프리카 항공 295편 추락 사고

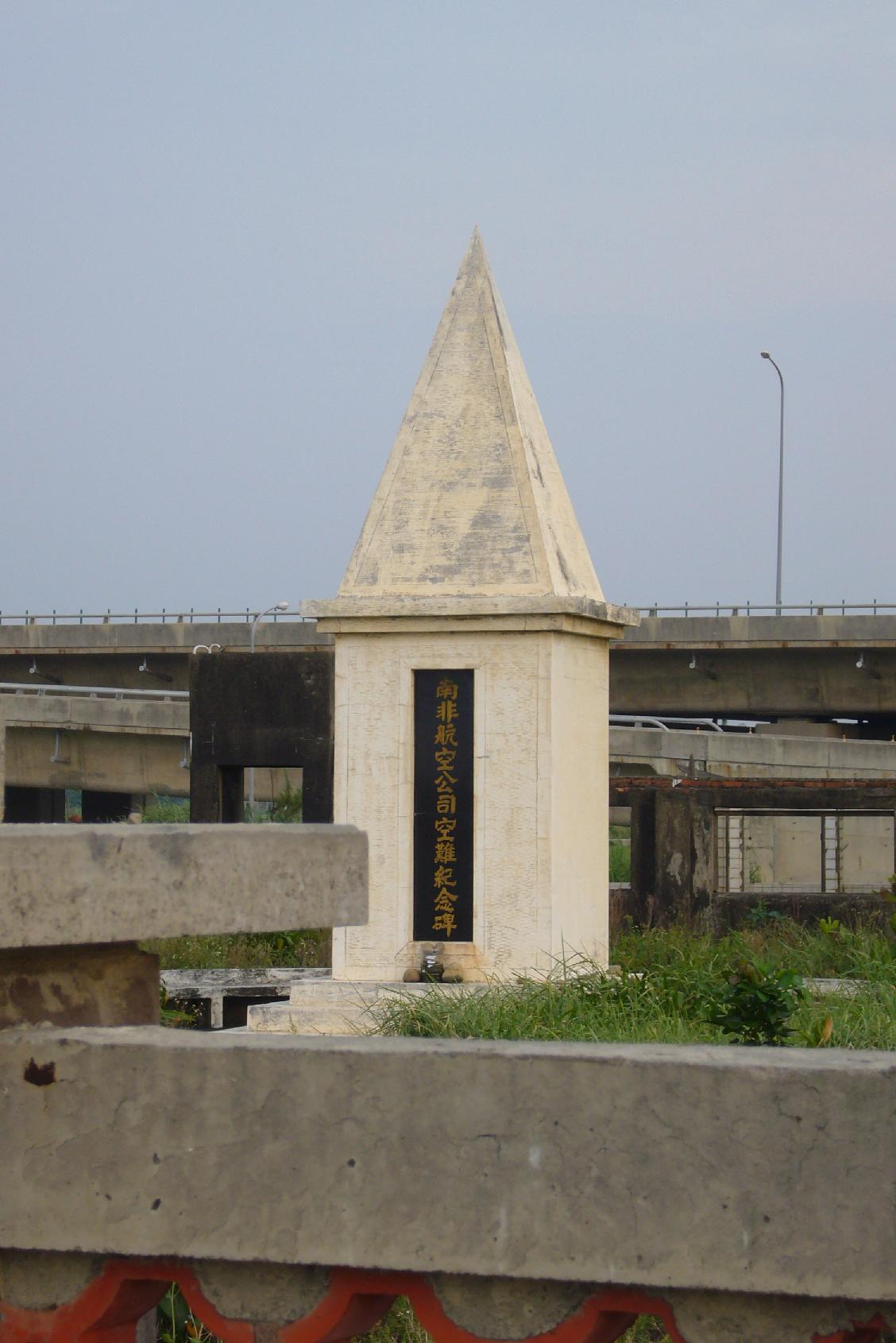
남아프리카 항공 295편 추락 사고의 추모비

남아프리카 항공 295편 추락 사고(South African Airways Flight 295)는 1987년 11월 28일 중화민국 타이베이의 타이완 타오위안 국제공항을 출발하여 모리셔스 포트루이스를 거쳐 남아프리카 공화국 요하네스버그의 O. R. 탐보 국제공항에 도착할 예정이던 남아프리카 항공 소속 비행기가, 인도양 상공에서 폭발로 추정되는 추락 사고가 발생하여 탑승자 159명 전원 사망한 사고이다.
CVR(조종석 기내 음성 기록장치)에는 기장이
"젠장, 회로 2개가 고장나서 거슬리네." 란 말을 했다.

## 사고기 기체 정보
- 등록번호 : ZS-SAS
- 제작번호 : 22171/488
- 기종 형태 : 보잉 747-244BM
- 도입 및 최초 비행시기 : 1980년
- 탑승자 : 승객 140명, 승무원 19명 (총 159명)

보잉 747-244B 콤비형으로 좌석 이용률(탑승률)에 따라 어떤 정해진 경로와 클래스 B에 화물칸 구획 규정으로 메인데크에 승객용 객실과 화물실의 혼합을 허용한 파생형이다.

## 국적별 탑승자
- 남아프리카 공화국 : 71명 (승객 52, 승무원 19)
- 일본 : 47명
- 중화민국 : 30명
- 홍콩 : 2명
- 오스트레일리아 : 2명
- 모리셔스 : 2명
- 대한민국, 서독, 덴마크, 영국, 네덜란드 : 각각 1명

## 사고 상황
비행 승무원들은 49세 기장 다윗 우이스, 36세 부기장 데이비드 애트웰, 37세 교대 부기장 조페리 비르첼, 45세 항공 기관사 구이스페 벨라가르다 그리고 34세 교대 항공 기관사인 알렌 다니엘로 구성되어 있었다.
출발 34분 후 사고기는 홍콩 관제소와 교신하여 중간 지점인 엘라토(12°22′N 110°54′E)에서 이스반(22°19′N 117°30′E)으로의 진입을 허가받았다. 위치 보고서에는 15시 3분 25초에 엘라토를 넘어 15시 53분 52초에 수넥 중간 지점을 시작으로 16시 9분 54초에 애드마크와 16시 34분 47초에 수카르를 따른 것으로 되어있다. 항공기의 일상 보고서에는 15시 55분 18초에 남아프리카 항공의 본적인 쟌 스머츠(ZUR)에 이르도록 되어있었다.
비행하는 동안 몇몇 지점에서 메인 데크의 화물칸 화재가 확산되고 있었으며 화재는 아마 사고 전까지 진화되지 못했을 것으로 예상되고 있다. '연기 배출'체크를 호출하여 항공기 여압을 낮추기 위해 2곳의 승객실 내부 출입문을 열었으며 점검한 이후에 따라 또는 문을 열었는지는 증거가 존재하지 않았다. 승무원이 화물칸에 가서 화재 진화를 위해 노력했다. 충전된 소화기는 후에 파편에서 조사관들이 발견한 녹은 철이 회수되면서 발견되었다.

## 사고 현장
헬데버그에서 사고기의 마지막 상황에 대해 모리셔스 항공 관제소에 최종 정보를 타진했는데 보고에서는 향후 수색에서 가까운 모리셔스에 집중되는 것을 우려한 이유로 공항보다는 사고기의 중간 지점을 기준으로 했기 때문에 사고 위치를 제대로 파악하지 못했다. 미 해군은 디에고 가르시아 섬에서 P-3 오라이온을 보냈으며 프랑스 해군과 함께 공동으로 신속한 수색과 구조 활동에 사용하였다.
사고 여객기는 수심 3,600m나 되는 깊은 해구에 추락하였던 것으로 추정된다.

## 같이 보기
- 아시아나항공 991편 추락 사고
- 에어프랑스 447편